# Liste der Auslandsvertretungen Portugals

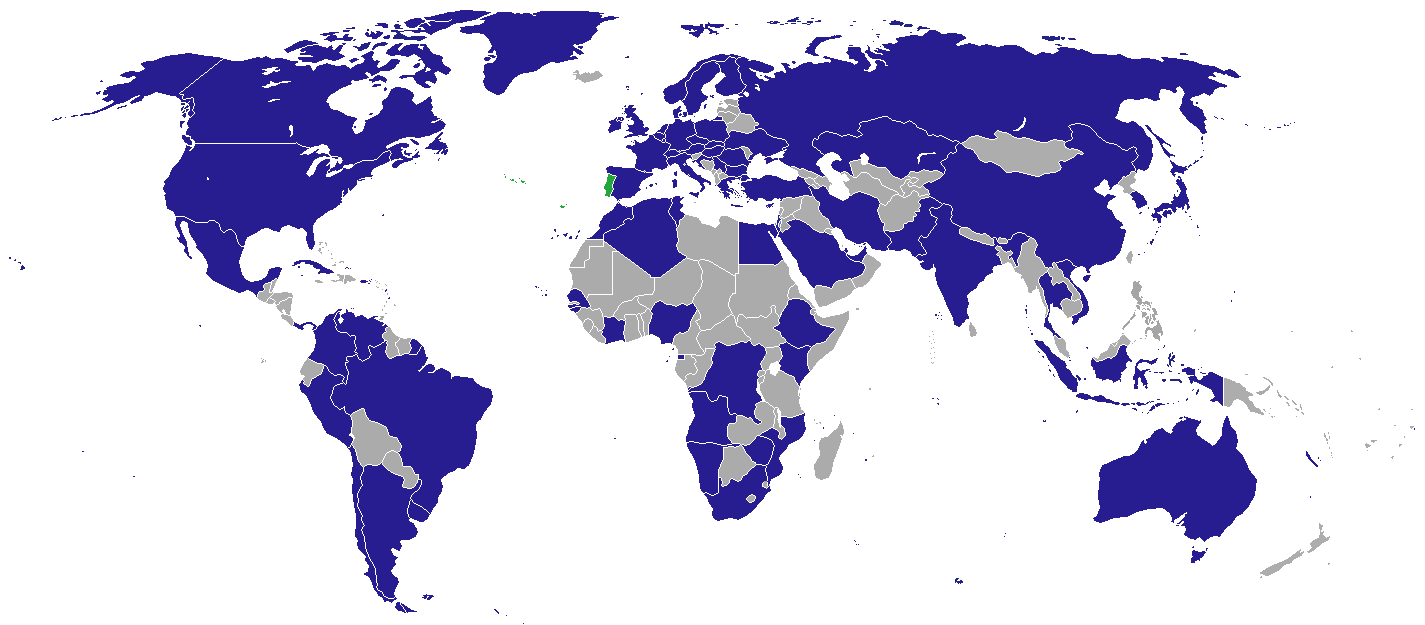
Standorte der diplomatischen Vertretungen Portugals

Dies ist eine Liste der diplomatischen Vertretungen Portugals. Die diplomatischen Vertretungen Portugals werden vom Instituto Diplomático betreut und sind somit dem Generalsekretariat, der Hauptabteilung im Außenministerium Portugals untergeordnet.
Neben den diplomatischen Vertretungen unterhält Portugal mit dem Instituto Camões (IP), dem portugiesischen Kulturinstitut, auch kulturelle Vertretungen weltweit. Die portugiesische Außenhandelskammer Agência para o Investimento e Comércio Externo de Portugal (AICEP) stellt zudem die wirtschaftlichen Vertretungen Portugals in der Welt.

## Diplomatische Vertretungen

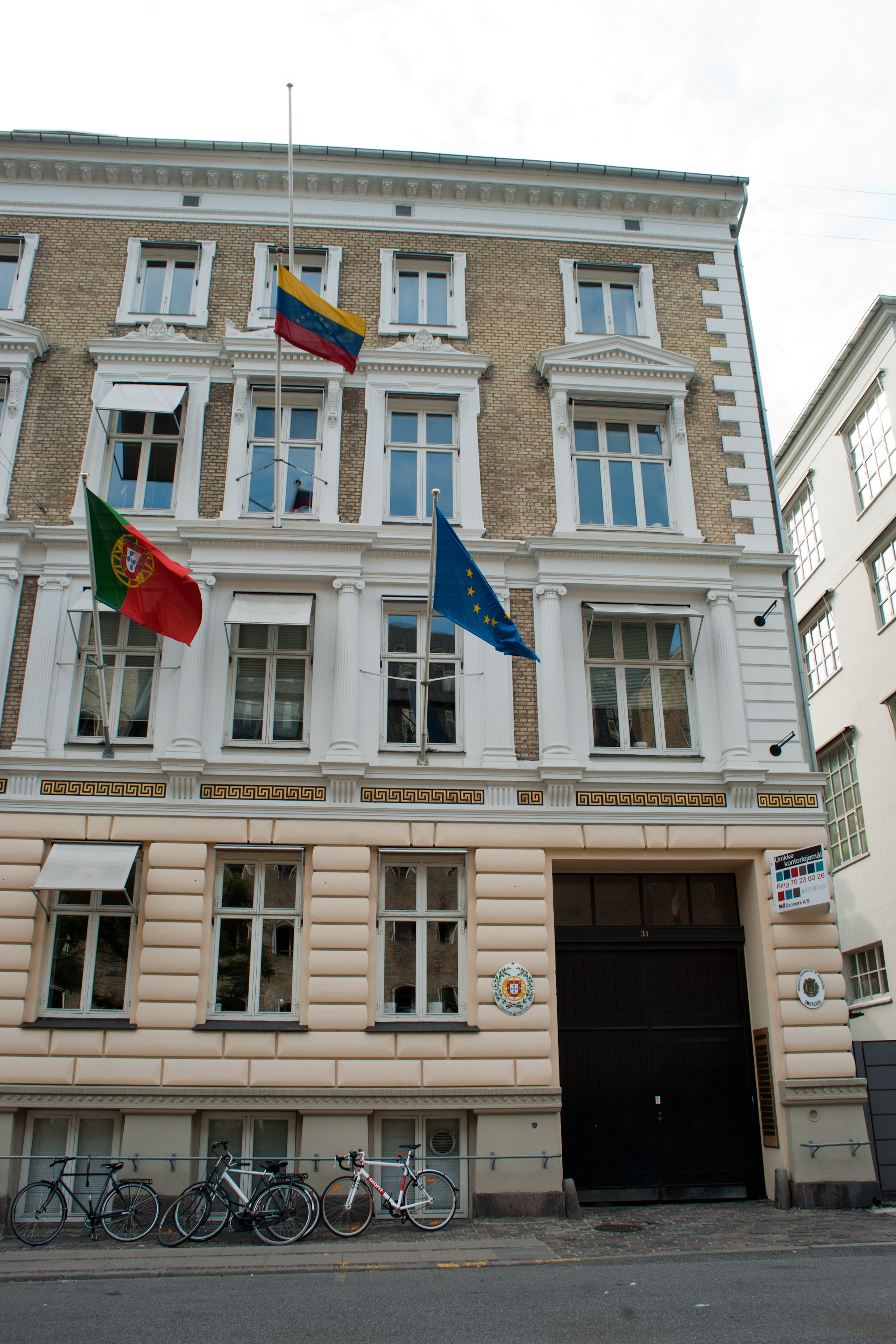
Portugiesische Botschaft in Kopenhagen

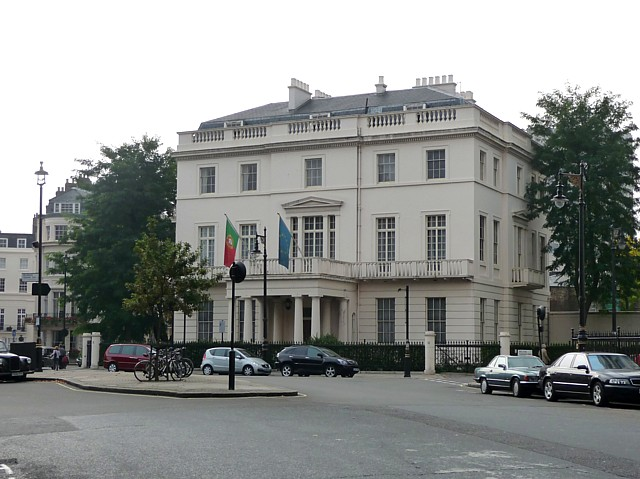
Portugiesische Botschaft in London

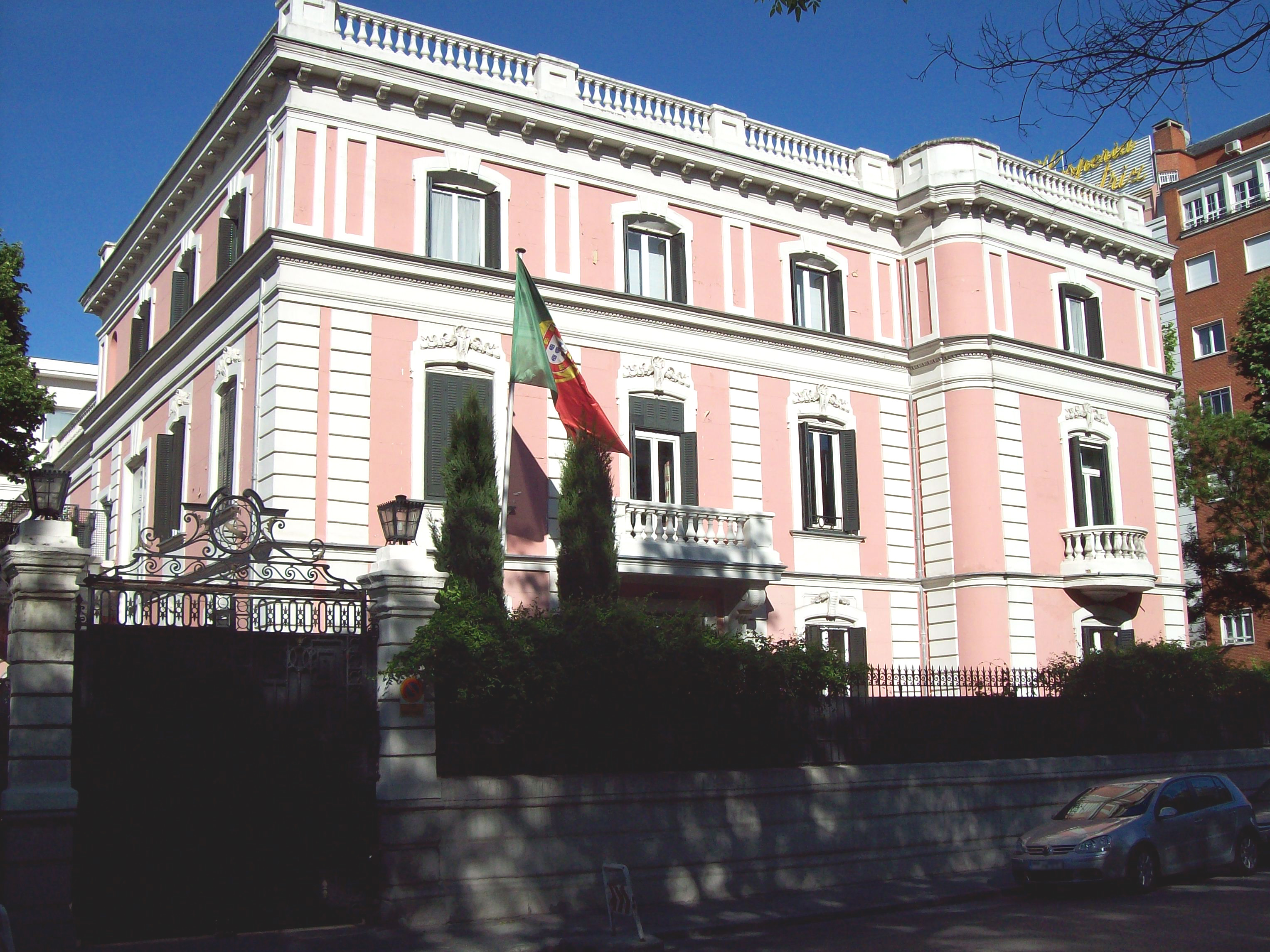
Portugiesische Botschaft in Madrid

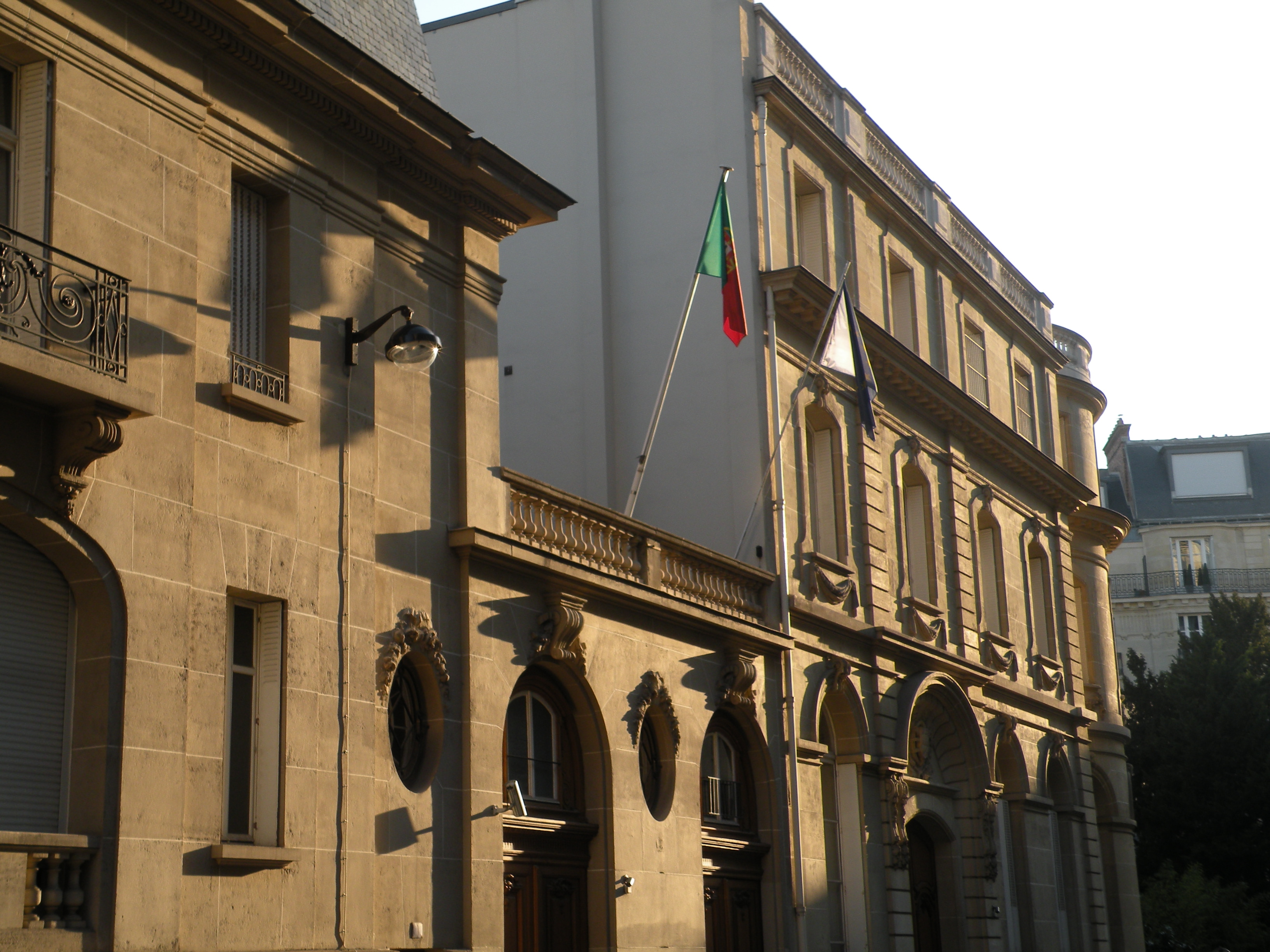
Portugiesische Botschaft in Paris

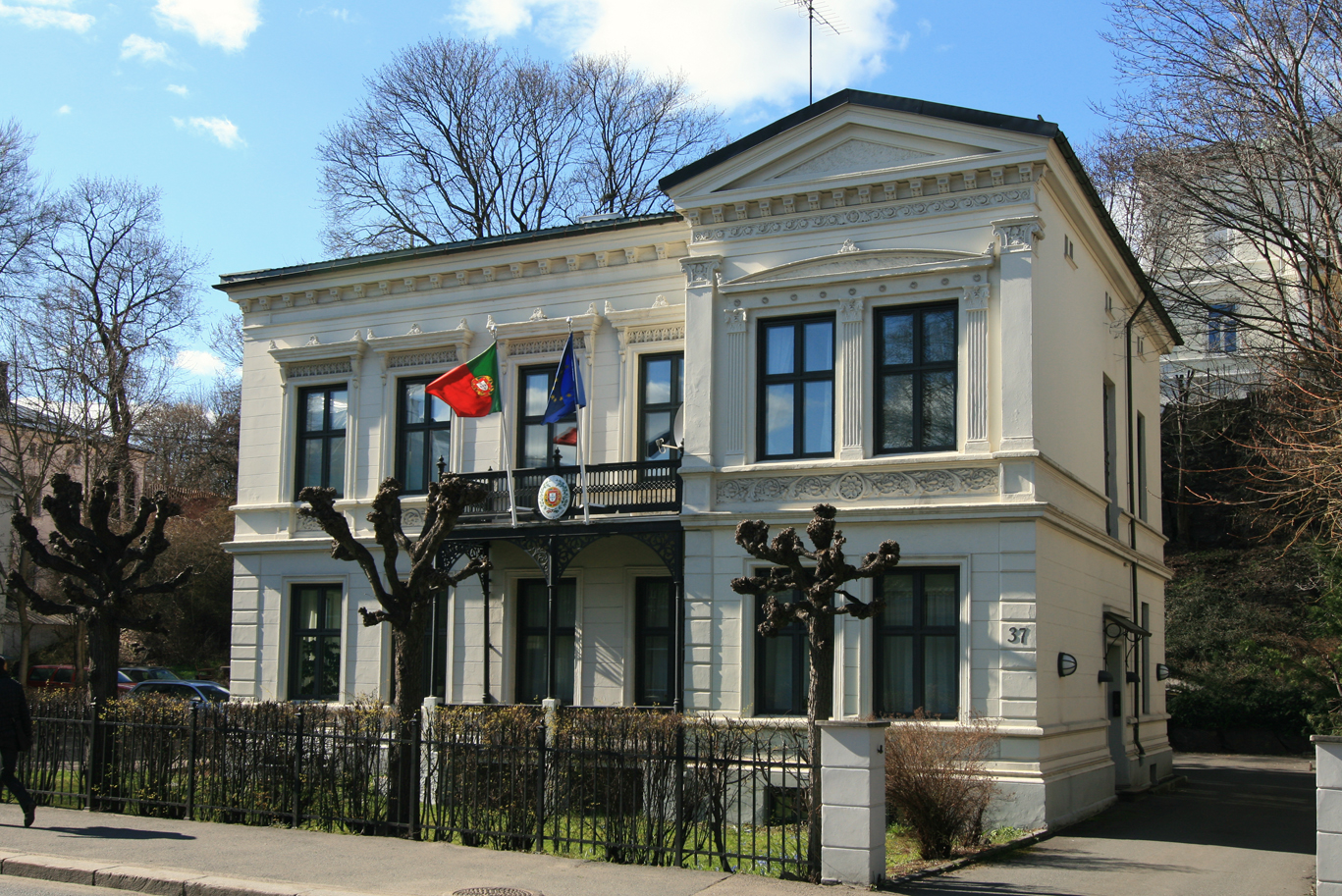
Portugiesische Botschaft in Oslo

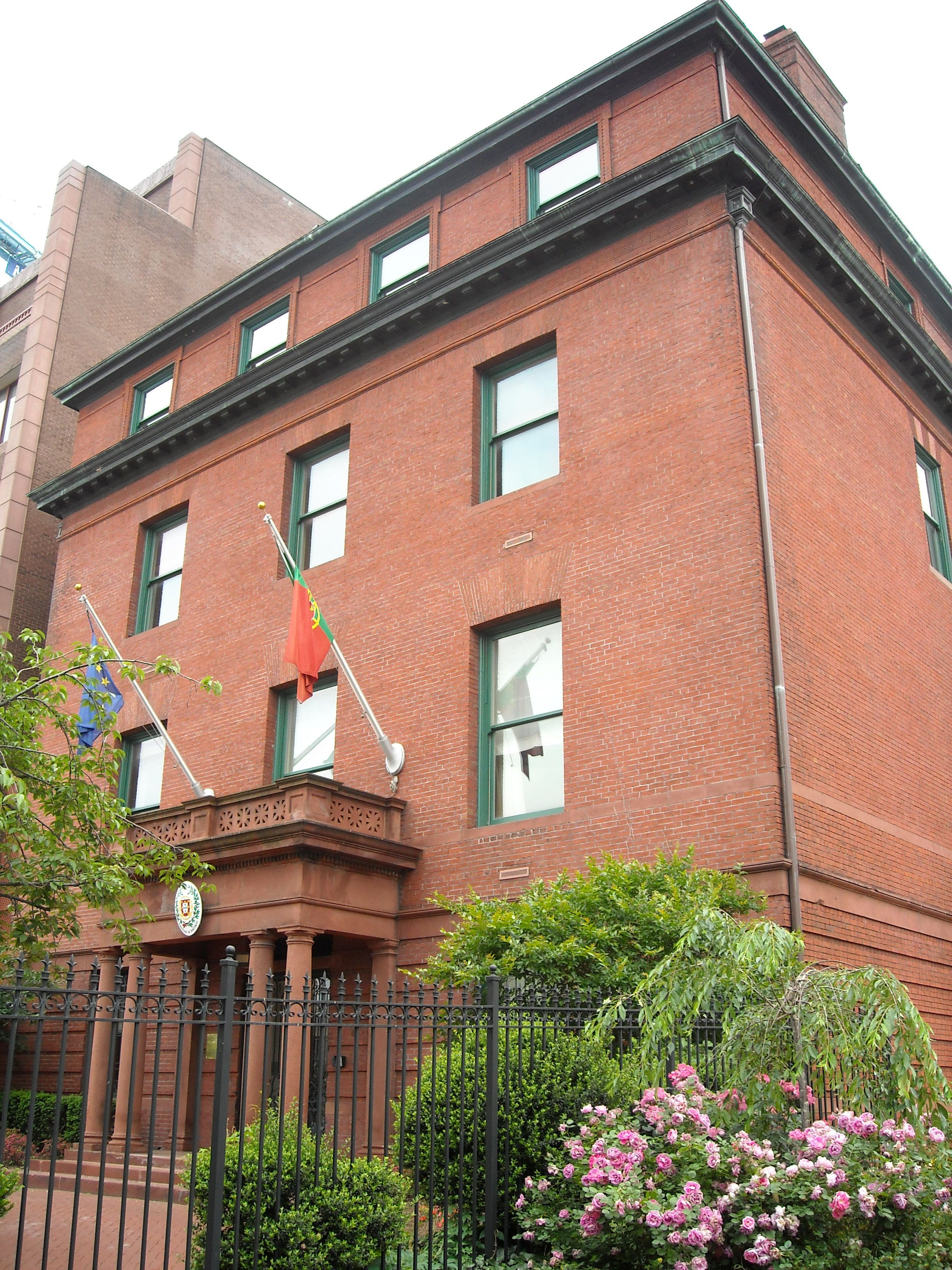
Portugiesische Botschaft in Washington, D.C.

### Afrika
| - Ägypten: Kairo, Botschaft - Angola: Luanda, Botschaft - Angola: Benguela, Generalkonsulat - Äthiopien: Addis Abeba, Botschaft - Demokratische Republik Kongo: Kinshasa, Botschaft - Guinea-Bissau: Bissau, Botschaft - Kap Verde: Praia, Botschaft - Libyen: Tripolis, Botschaft - Marokko: Rabat, Botschaft - Mosambik: Maputo, Botschaft | - Mosambik: Beira, Generalkonsulat - Namibia: Windhoek, Botschaft - Nigeria: Abuja, Botschaft - Senegal: Dakar, Botschaft - São Tomé und Príncipe: São Tomé, Botschaft - Simbabwe: Harare, Botschaft - Südafrika: Pretoria, Botschaft - Südafrika: Johannesburg, Generalkonsulat - Südafrika: Kapstadt, Generalkonsulat - Tunesien: Tunis, Botschaft |

### Asien
| - Volksrepublik China: Peking, Botschaft - Volksrepublik China: Guangzhou, Generalkonsulat - Volksrepublik China: Macau, Generalkonsulat - Volksrepublik China: Shanghai, Generalkonsulat - Indien: Neu-Delhi, Botschaft - Indien: Panaji, Generalkonsulat - Indonesien: Jakarta, Botschaft - Iran: Teheran, Botschaft - Israel: Tel Aviv, Botschaft, siehe Liste | - Japan: Tokyo, Botschaft - Kasachstan: Astana, Botschaft - Katar: Doha, Botschaft - Osttimor: Dili, Botschaft - Saudi-Arabien: Riad, Botschaft - Singapur: Singapur, Botschaft - Südkorea: Seoul, Botschaft - Thailand: Bangkok, Botschaft - Vereinigte Arabische Emirate: Abu Dhabi, Botschaft |

### Australien und Ozeanien
- Australien: Canberra, Botschaft
- Australien: Sydney, Generalkonsulat

### Europa
| - Belgien: Brüssel, Botschaft - Bulgarien: Sofia, Botschaft - Dänemark: Kopenhagen, Botschaft, siehe: Liste Botschafter - Deutschland: Berlin, Botschaft - Deutschland: Düsseldorf, Generalkonsulat - Deutschland: Hamburg, Generalkonsulat - Deutschland: Stuttgart, Generalkonsulat - Deutschland: Frankfurt, Konsularbüro - Finnland: Helsinki, Botschaft - Frankreich: Paris, Botschaft - Frankreich: Bordeaux, Generalkonsulat - Frankreich: Lyon, Generalkonsulat - Frankreich: Marseille, Generalkonsulat - Frankreich: Straßburg, Generalkonsulat - Frankreich: Toulouse, Konsulat - Frankreich: Nantes, Konsularbüro - Griechenland: Athen, Botschaft - Irland: Dublin, Botschaft - Italien: Rom, Botschaft - Kroatien: Zagreb, Botschaft, siehe: Liste Botschafter - Luxemburg: Luxemburg, Botschaft - Malta: Valletta, Botschaft bis 2008, seither Honorarkonsulat siehe: Liste Botschafter - Niederlande: Den Haag, Botschaft - Norwegen: Oslo, Botschaft, siehe: Liste Botschafter | - Österreich: Wien, Botschaft - Polen: Warschau, Botschaft - Rumänien: Bukarest, Botschaft - Russland: Moskau, Botschaft - Schweden: Stockholm, Botschaft, siehe: Liste Botschafter - Schweiz: Bern, Botschaft - Schweiz: Genf, Generalkonsulat - Schweiz: Zürich, Generalkonsulat - Schweiz: Lugano, Konsularbüro - Schweiz: Sitten, Konsularbüro - Serbien: Belgrad, Botschaft - Slowakei: Bratislava, Botschaft - Spanien: Madrid, Botschaft - Spanien: Barcelona, Generalkonsulat - Spanien: Sevilla, Generalkonsulat - Spanien: Vigo, Generalkonsulat - Tschechien: Prag, Botschaft - Türkei: Ankara, Botschaft - Ukraine: Kiew, Botschaft - Ungarn: Budapest, Botschaft - Vereinigtes Königreich: London, Botschaft - Vereinigtes Königreich: Manchester, Generalkonsulat - Zypern: Nikosia, Botschaft |

### Nordamerika
| - Kanada: Ottawa, Botschaft, siehe: Liste Botschafter - Kanada: Montreal, Generalkonsulat - Kanada: Toronto, Generalkonsulat - Kanada: Vancouver, Generalkonsulat - Kuba: Havanna, Botschaft - Mexiko: Mexiko-Stadt, Botschaft - Vereinigte Staaten: Washington, D.C., Botschaft | - Vereinigte Staaten: Boston, Generalkonsulat - Vereinigte Staaten: New York, Generalkonsulat - Vereinigte Staaten: Newark, Generalkonsulat - Vereinigte Staaten: San Francisco, Generalkonsulat - Vereinigte Staaten: New Bedford, Konsulat - Vereinigte Staaten: Providence, Konsulat |

### Südamerika
| - Argentinien: Buenos Aires, Botschaft - Brasilien: Brasília, Botschaft - Brasilien: Rio de Janeiro, Generalkonsulat - Brasilien: Salvador, Generalkonsulat - Brasilien: São Paulo, Generalkonsulat - Brasilien: Belém, Konsulat - Brasilien: Belo Horizonte, Konsulat - Brasilien: Curitiba, Konsulat - Brasilien: Porto Alegre, Konsulat | - Brasilien: Recife, Konsulat - Brasilien: Santos, Konsulat - Chile: Santiago de Chile, Botschaft - Kolumbien: Bogotá, Botschaft - Peru: Lima, Botschaft - Uruguay: Montevideo, Botschaft - Venezuela: Caracas, Botschaft - Venezuela: Valencia, Generalkonsulat |

## Vertretungen bei internationalen Organisationen
- Europäische Union: Brüssel, Ständige Vertretung, siehe: Liste Botschafter
- Europarat: Straßburg, Ständige Vertretung
- NATO: Brüssel, Ständige Vertretung
- Vereinte Nationen: New York, Ständige Vertretung
- Vereinte Nationen: Genf, Ständige Vertretung
- Organisation für Sicherheit und Zusammenarbeit in Europa (OSZE): Wien, Ständige Vertretung
- Organisation der Vereinten Nationen für Erziehung, Wissenschaft und Kultur (UNESCO): Paris, Ständige Vertretung
- Heiliger Stuhl: Vatikanstadt, Botschaft